# Ophiorrhiza nervosa
Ophiorrhiza nervosa är en måreväxtart som beskrevs av Henry Nicholas Ridley. Ophiorrhiza nervosa ingår i släktet Ophiorrhiza och familjen måreväxter. Inga underarter finns listade i Catalogue of Life.